# Pars-Museum
Koordinaten: 29° 36′ 57,6″ N, 52° 32′ 42″ O

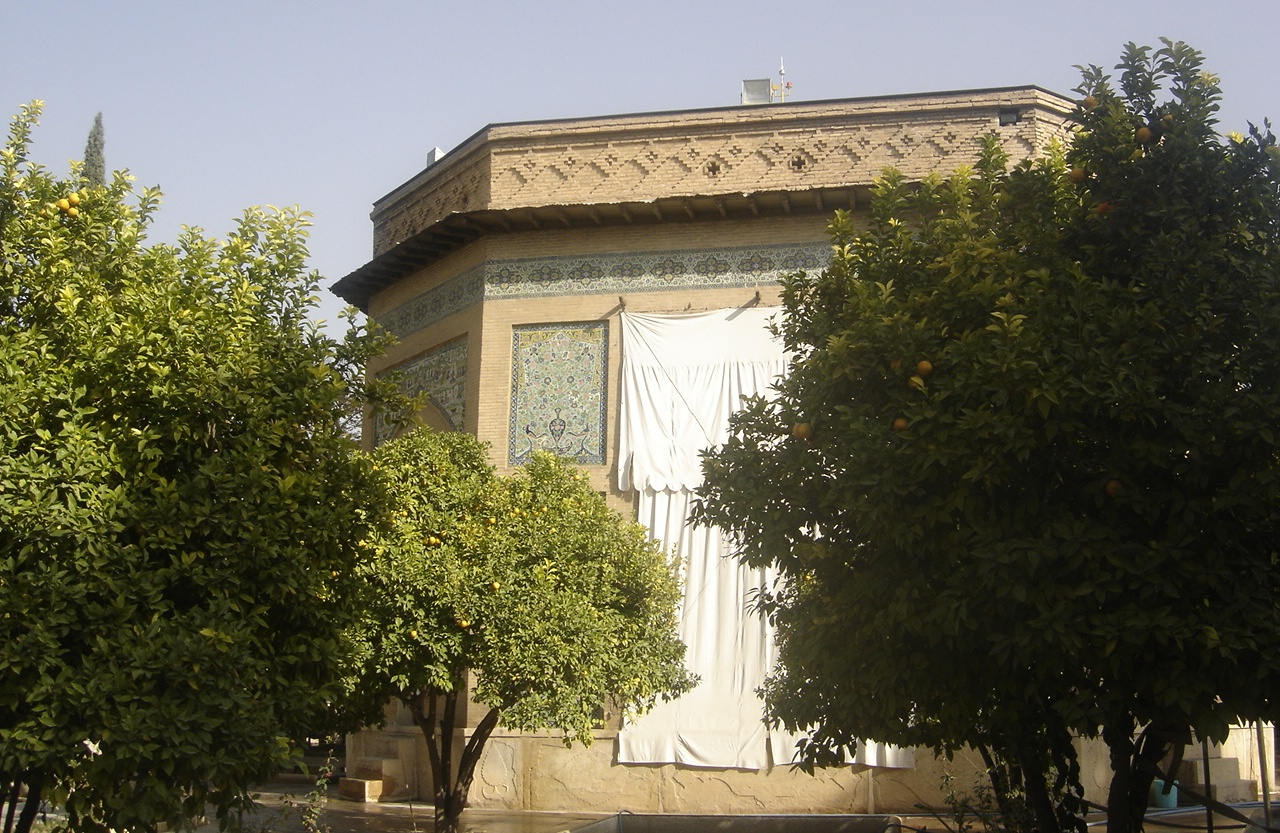
Das Pars-Museum in Schiraz

Das Pars-Museum (persisch موزه پارس) ist das Stadtmuseum von Schiras. Der oktogonale Gartenpavillon mit der ursprünglichen Bezeichnung Kolāh Farangi liegt im Nazar-Garten der Stadt. Fliesenarbeiten mit für das 18. Jahrhundert typischen Blumenmotiven und Jagdszenen schmücken die Außenwände.
Während der Zand-Dynastie beherbergte das unter Karim Khan-e Zand erbaute Gebäude königlichen Besuch. 1852 wurde es in ein Museum umgewandelt und 1901 restauriert. Das Grabmal Karim Khan Zands befand sich ursprünglich im östlichen Teil des Baus.
Das Museum beherbergt kostbare Ausstellungsstücke zur Region Fars mit seinen Dynastien, die zum Teil bis ins 2. Jahrtausend v. Chr. zurückgehen. Weiterhin findet man hier elf Gemälde von Aqa Sadeq, einem bekannten persischen Künstler des 18. Jahrhunderts.